# غلوشكوفو (كورسك)
غلوشكوفو (بالروسية: Глушково) هي مدينة في مقاطعة كورسك أوبلاست في روسيا.